# 아이폰 4
애플 아이폰 4(Apple iPhone 4)는 애플이 2010년 6월 7일에 발표하여, 6월 24일 출시한 iOS 스마트폰이다. 애플의 4번째 아이폰이자 아이폰 3GS의 후속 제품이다. 아이폰 4의 새로운 특징은 완전히 새로운 디자인, 애플 제품 최초로 레티나 디스플레이(Retina Display)의 탑재, 페이스타임(FaceTime) 기능 추가, 최초의 전면 카메라 탑재 등이 있다. 아이폰 4는 2010년 6월에 열린 WWDC 2010에서 당시 애플의 CEO였던 스티브 잡스가 공개했다.

## 발표
2010년 6월 7일, 미국 샌프란시스코에서 스티브 잡스는 2시간 동안 프레젠테이션을 이용하여 발표하였는데 상당 부분을 하드웨어 성능을 강조하는데 사용하였다. 경쟁 제품들에 비해 낮은 수준의 하드웨어를 탑재했다는 지적을 받았던 기존 제품들과 달리 아이폰 4는 예상보다 좋은 성능의 하드웨어가 탑재되었다는 평가를 받았다. 한편, 스티브 잡스가 아이폰 4를 작동하던 중 와이파이와 관련된 오류가 나타나 진땀을 빼기도 했다. 이날 오후에는 대한민국에서 아이폰 4와 경쟁할 제품으로 꼽히는 삼성 갤럭시 S도 발표되어 대한민국의 언론들은 두 제품을 비교하는 기사들을 쏟아내기도 하였다.

## 출시 국가

### 1차 판매국 (2010년 6월 24일)
- 미국
- 영국
- 독일
- 프랑스
- 일본

## 수상
모바일 월드 콩그레스 2011에서 '최고 모바일기기'로 선정됐다.

## 사건 및 논란

### 출시 전 유출
2010년 4월, 아이폰 4가 곧 나올 것이란 이야기가 나오던 가운데 미국의 IT 전문 블로그 미디어인 기즈모도(Gizmodo) 가 아이폰 4를 입수했다며 자세한 설명을 담은 동영상과 함께 사진을 공개하였다. 유출된 아이폰 4의 디자인은 3GS 모델과는 크게 다른 모습을 하고 있었기 때문에 진위논란이 불거지기도 하였다. 공개된 제품은 아이폰 소프트웨어 엔지니어가 술집에 실수로 놓고 나온 것을 술집 직원이 기즈모도에 5,000 USD를 받고 넘긴 것으로, 이후 애플 CEO인 스티브 잡스가 기즈모도의 편집장인 브라이언 램(Brian Lam)에게 직접 전화하여 제품 반환 요구한 것을 비롯하여, 해당 블로그 포스트를 작성한 제이슨 첸(Jason Chen)의 개인용 컴퓨터, 카메라, 하드 디스크 드라이브 등에 대한 압수수색 영장 발부 등 애플의 법적 대응까지 불러 일으켰다. 애플의 한 관계자는 유출된 제품이 진짜 아이폰 후속 제품이 맞다고 시인하기도 하였으나, 한편에서는 보안에 철저한 애플의 후속 제품이 이렇게 쉽게 노출될 리 없다며 노이즈 마케팅을 위한 애플의 자작극이 아니냐고 의심하기도 하였다. 6월에 아이폰 4가 정식으로 발매되면서 유출된 제품이 진짜임이 밝혀졌지만 유출 제품으로 명성을 톡톡히 올렸던 기즈모도는 경찰의 압수수색을 받기도 했으며, 애플의 아이폰 4 발표회에도 초대 받지 못했다.

### 수신율 논란
아이폰 4의 휴대전화 수신율이 문제가 되던 가운데 한 사용자가 "대부분의 아이폰 4 사용자들이 금속 테두리를 잡고 있을 때 통화 감도가 크게 떨어지는 일들이 발생하고 있습니다. 수정해 주십시오."라는 내용으로 스티브 잡스에게 메일을 보냈다. 스티브 잡스는 답장에서 "문제될 것 없습니다. 테두리 부분을 잡지 마십시오."라며 "휴대폰을 어떻게 잡느냐에 따라 안테나 성능이 크게 달라집니다. 이것은 모든 휴대폰 제조사들이 다 동일하게 갖고 있는 문제입니다. 단순히 아이폰 4를 잡은 손이 문제입니다. 만약 아이폰 4를 사용하면서 통화 감도가 크게 떨어진다면 금속 테두리 부분을 잡지 않거나 이 부분을 가릴 수 있는 별도의 케이스를 사용하면 될 것입니다."라며 사용자에게 문제를 떠넘겨 논란이 되었다. 이 문제에 대한 논란은 커졌으며 언론들은 일명 '데스그립'이라는 표현을 사용하기도 했다. 최초엔 스티브 잡스의 떠넘기기식 해명이 논란이 일었으나, 후에 실험한 결과 다른 스마트폰들에서도 잡는 방법에 따라 이러한 수신율 저하 현상이 발견되기도 했다. 이후 영국 브리스톨대학 연구진들이 관련 연구에서 "데스그립은 스마트폰에서는 일반적으로 발생하는 현상이다"라는 결론을 내리면서 애플의 손을 들어줬다. 그러나 아이폰4의 수신률 저하는 다른 일반폰의 3배에 달한다는 연구 결과도 있어, 소비자들의 구매에 참고가 요구 되고 있다. 데스그립 문제는 범퍼케이스나 플라스틱 케이스, 실리콘 케이스 등을 장착하는 등 해당 부분에 손이 직접 닿지 않게 하면 문제를 해결할 수 있다

#### 애플의 해명
애플은 2010년 7월 16일 캘리포니아 쿠퍼티노에 위치한 애플 본사에서 기자 회견을 열고, 수신율 논란에 대하여 해명하였다. 애플의 CEO인 스티브 잡스는 기즈모도에서 최초로 논란을 제기한 이 사건을 '안테나 게이트'라 명명하고, 22일 동안 검토 및 실험을 한 결과 이 문제는 아이폰 4 외에 노키아, 모토로라, 블랙베리, 삼성 등 다른 회사의 제품에서도 동일하게 나타나는 것임을 발표하며, 이 세상에 완벽한 전화는 없다고 하였다.
애플은 이에 대한 보상책으로 2010년 9월 30일까지 모든 아이폰 4 구매자들에게 무상 케이스를 제공하고, 만일 범퍼 케이스를 이미 구매한 고객들에게는 환불을 해주겠다고 하였다. 또한 고객이 원할 경우 AT&T를 통하여 개통 30일 이내에 모든 금액을 일체 보상 받고 개통을 철회할 수 있다고 하였다. 이 문제로 인해 '리콜'이야기가 나오거나, 아이폰5의 출시가 앞당겨질 수도 있을거라는 루머가 나돌기도 했다. IT 분석가들은 스티브 잡스의 회견과, 범퍼 지급 대책이 적절한 대응이었다고 평가했다.
대한민국에서는 기지국이 미국보다 촘촘하게 설치되어 있어서 데스그립 현상에도 사용에 별 다른 문제는 없으나, 애플코리아는 수신율에 불편을 느끼는 소비자들에게 모두 무료로 범퍼를 지급하고 있다.

### 흰색 제품 출시 관련

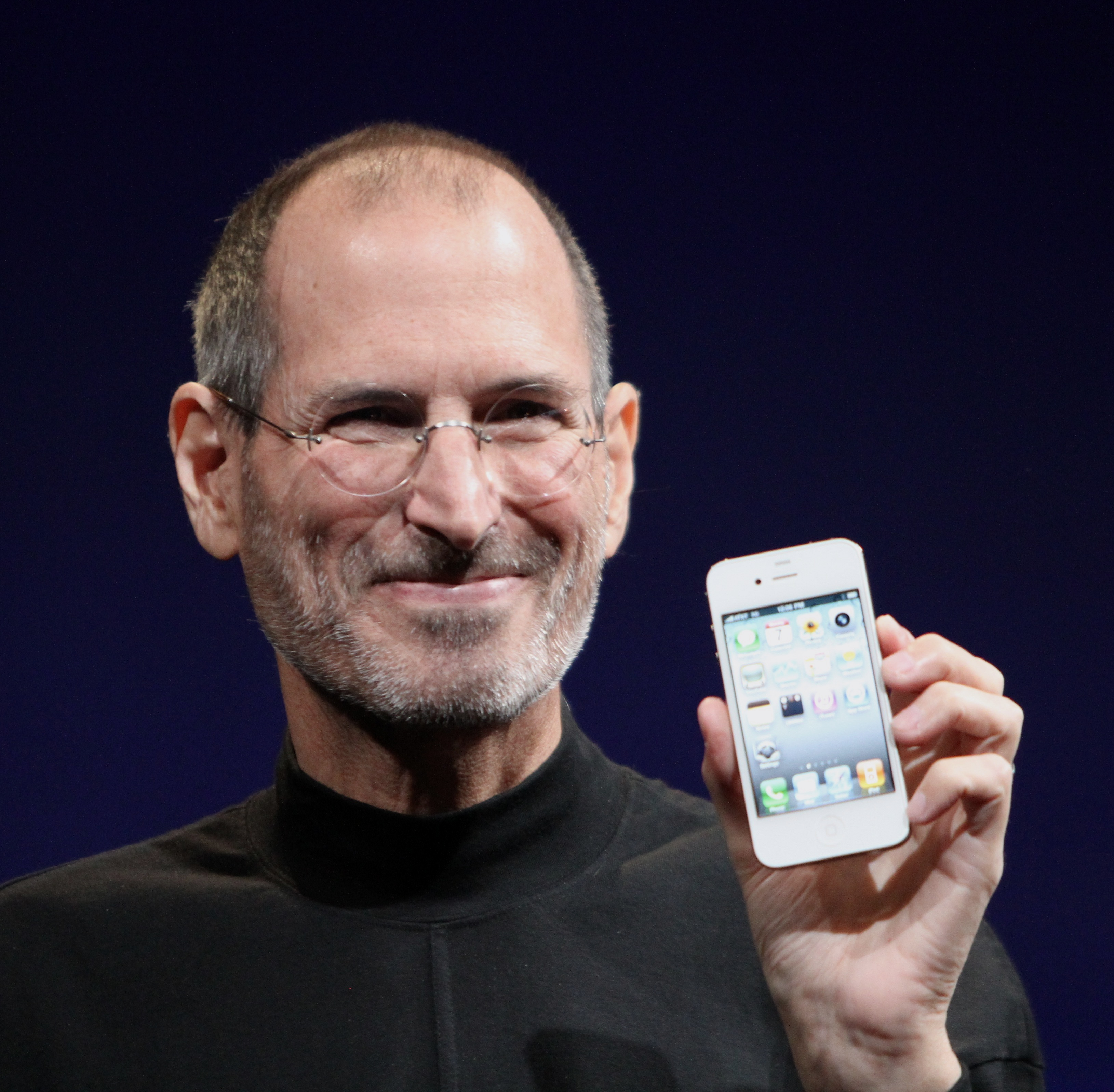
아이폰 4 화이트를 들고있는 스티브 잡스

아이폰4는 발표때부터 흰색과 검은색 출시가 예정되어 있었으나 흰색 제품만 출시가 수차례 미뤄져왔다. 소비자들과의 약속이 계속 깨지면서 근거없는 음모론이나 추측들이 나오거나, 애플의 신뢰성 하락에 대한 우려가 나오기도 했다. 그러나 아이폰 4의 흰색 제품을 기다리는 사람들은 꾸준했고, 사후 A/S를 받지 못하게 되는 불이익을 감수하면서까지 개조하는 사람들도 있었다. 애플측은 흰색 제품이 계속 미뤄지는 것에 대해 "뒷면 유리의 미세한 틈으로 먼지가 유입돼 때가 타기 때문"이라고 밝혀왔다. 애플측은 2011년 3월이 되어서야 흰색 제품 출시를 계획하고 있다고 밝혔고, 대한민국에서는 4월 28일 흰색 모델 판매가 시작됐다.

## 사진

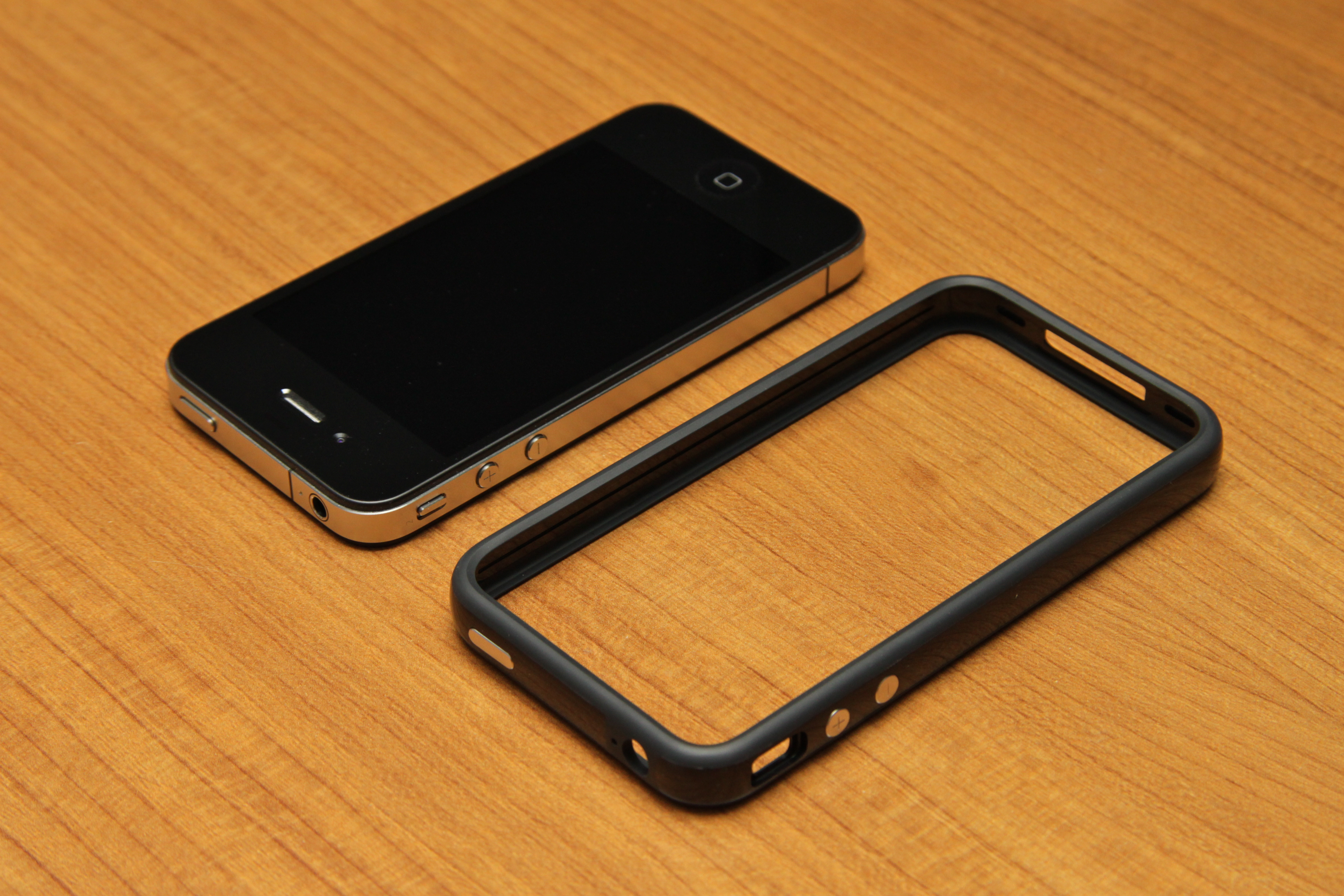
아이폰 4와 범퍼
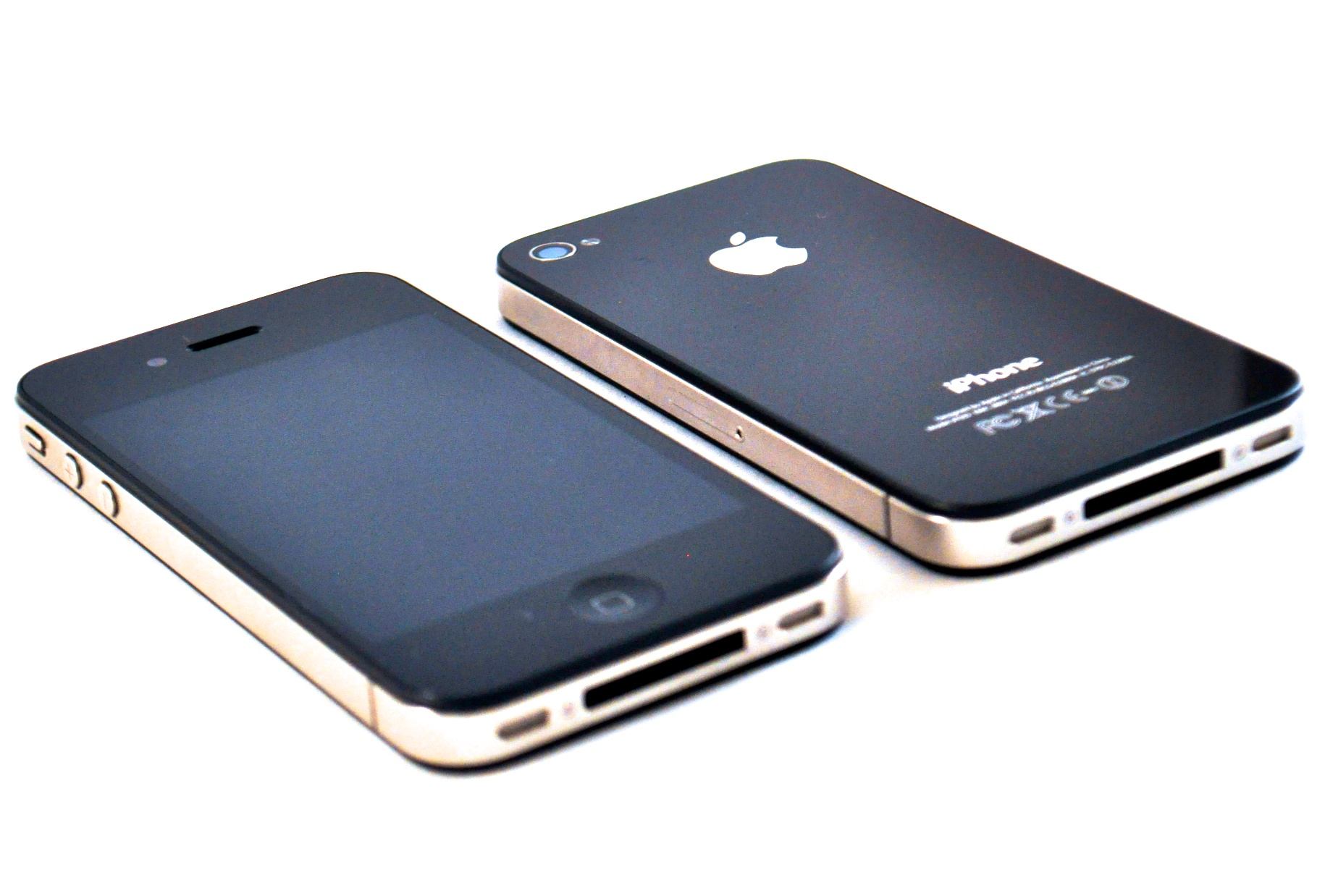
아이폰 4 뒷면과 앞면
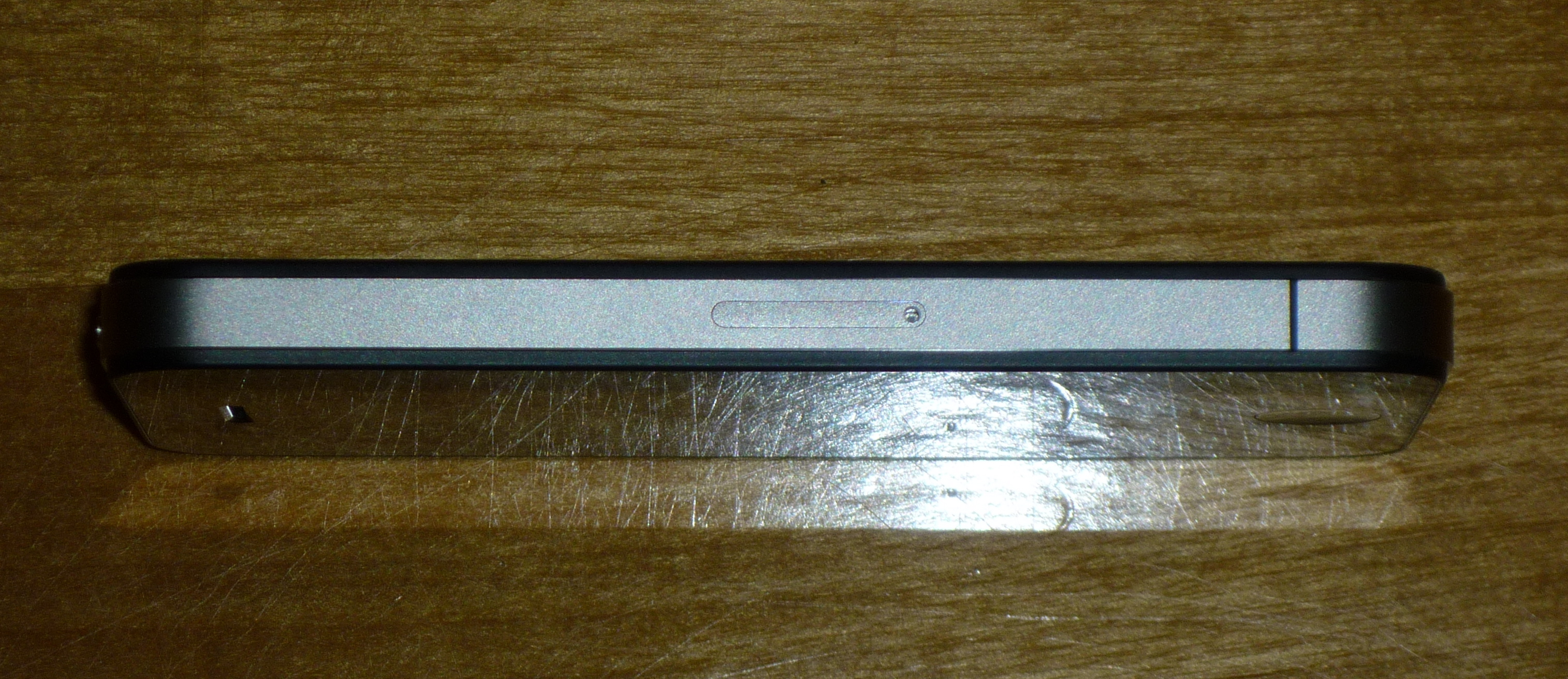
측면
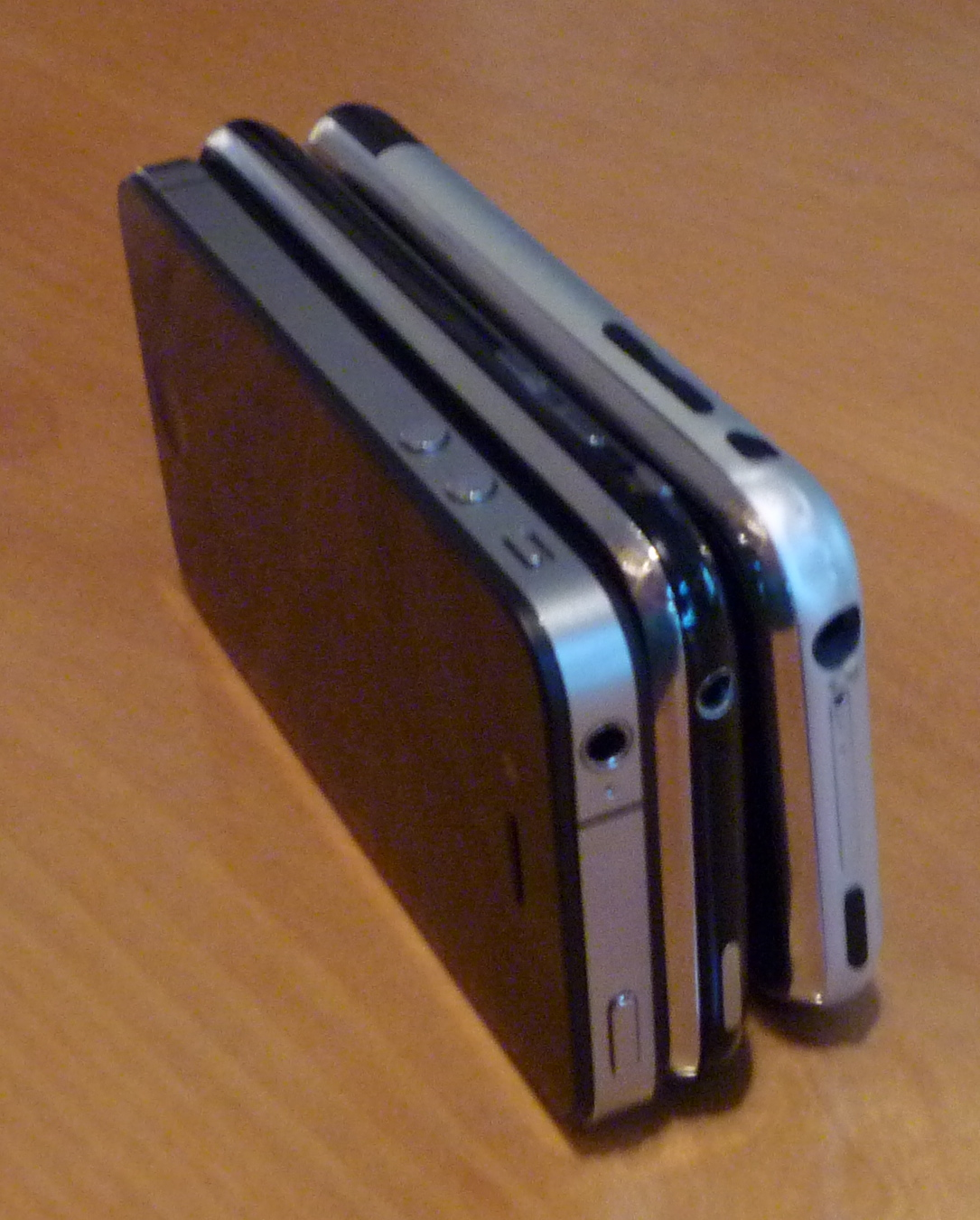
아이폰, 아이폰 3GS와의 두께 비교
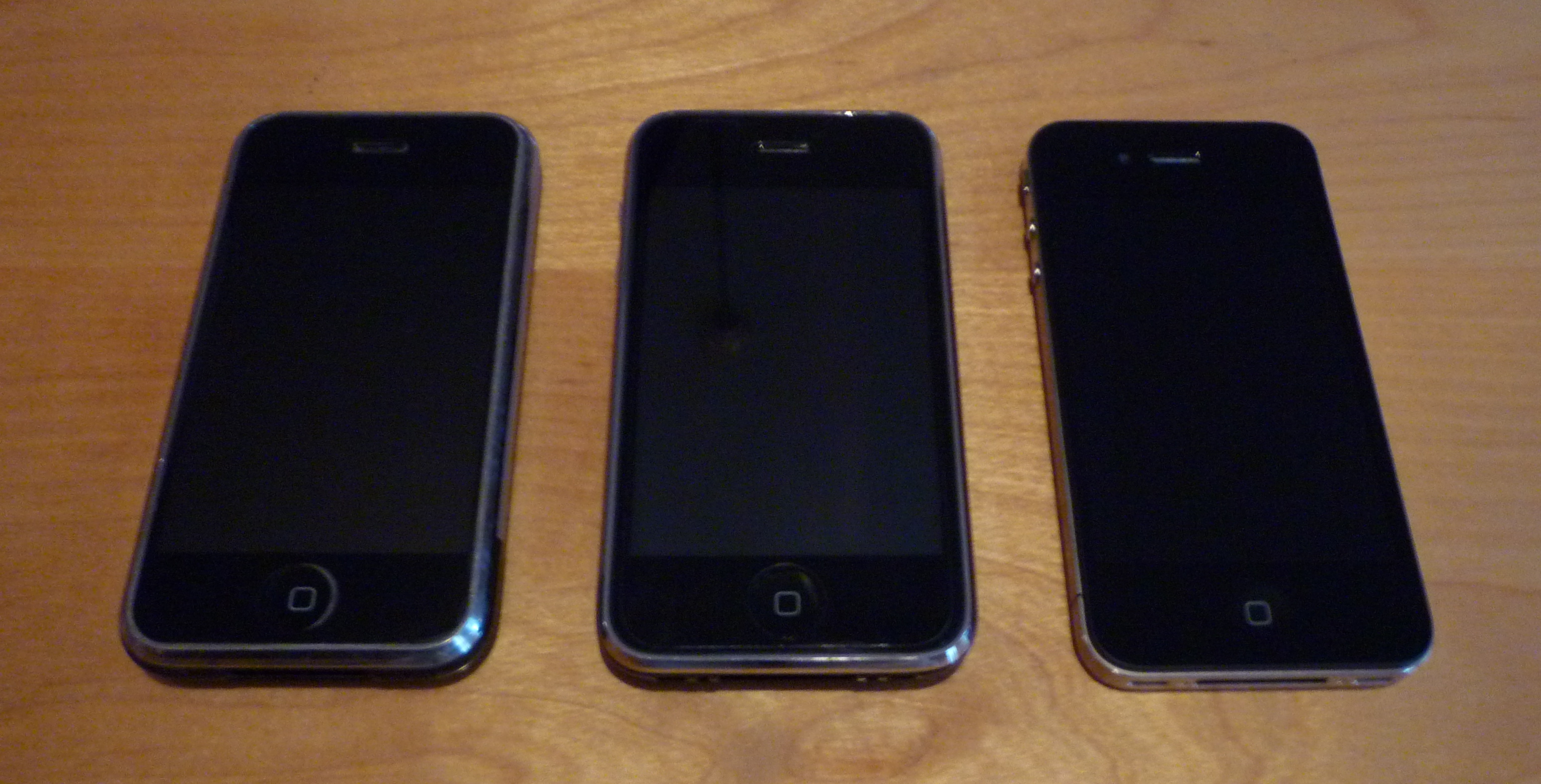
아이폰, 아이폰 3GS와의 외관 비교

## 경쟁 기종
- 삼성 갤럭시 S
- HTC 디자이어

## 같이 보기
- 아이폰
- 애플 아이팟 터치 4세대